# Короткевич, Татьяна Николаевна
Татьяна Николаевна Короткевич (бел. Таццяна Мікалаеўна Караткевіч, девичья фамилия — Халецкая; род. 8 марта 1977, Минск) — белорусский психолог, магистр психологических наук, общественный и политический деятель, первая женщина-кандидат в президенты Республики Беларусь (2015).
Сопредседатель РИПОО «Говори правду».

## Биография
Родилась 8 марта 1977 года в Минске. Окончила факультет психологии Белорусского государственного педагогического университета (БГПУ) им. Максима Танка, работала преподавателем психологии 11 лет в том же университете, а также в Государственном институте управления и социальных технологий Белорусского государственного университета.
Заведовала отделением социальной адаптации и реабилитации в Территориальном центре социальной защиты населения Ленинского района Минска; затем — директор социального учреждения «Семейная площадка».
В 2012 году окончила магистратуру по психологии в БГУ.

## Семья и хобби
Разведена, бывший муж работал автослесарем, сын Елисей 2003 года рождения. Мать работает на ОАО «Амкодор». С бывшим мужем Татьяна познакомилась в 2000 году в Литве на одном из съездов белорусской оппозиции.
Занимается велоспортом, входила в состав юношеской сборной СССР. Также любит плавание, кроссфит и путешествия. Увлекается изучением белорусской культуры и народных обычаев.

## Общественная и политическая деятельность
Общественно-политической деятельностью занимается с 1999 года. Была членом Белоруской социал-демократической партии до 2016 года.
C 2010 года активно участвует в кампании «Говори правду». Занималась в том числе помощью инициативным группам горожан, недовольных планами застройки Минска, сбором подписей за присвоение улице и станции метро в Минске имени писателя Василя Быкова, а также кампанией «Народный референдум».
Кандидат на парламентских выборах 2012 года по Кальварийскому избирательному округу Минска, избрана не была.
В 2015 году — первая женщина кандидат в Президенты Республики Беларусь.

### Участие в президентских выборах 2015 года
Татьяну Короткевич выдвинула в качестве кандидата на президентские выборы 2015 года оппозиционная коалиция «Народный референдум» в составе кампании «Говори правду», движения «За свободу», Партии БНФ и Белорусской социал-демократической партии «Грамада». На интернет-голосованиях в марте 2015 года Короткевич уверенно побеждала других кандидатов в оппозиционной аудитории. Короткевич собрала 110 тысяч подписей за свое выдвижение.
29 августа после окончания кампании по сбору подписей за выдвижение кандидата Партия БНФ отказалась от поддержки Короткевич. При этом её представителем в Центральной избирательной комиссии является заместитель председателя этой партии Игорь Ляльков.
10 сентября 2015 года, после сбора и проверки подписей избирателей, зарегистрирована Центральной избирательной комиссией Республики Беларусь как кандидат в президенты. «Я — демократический оппозиционный кандидат. <…> Так сложилось на сегодня, что я — единственный демократический кандидат», — заявила Короткевич в интервью белорусской редакции Радио «Свобода». Короткевич стала первой женщиной-кандидатом в президенты в истории Белоруссии.
По данным Центральной комиссии Республики Беларусь по выборам и проведению республиканских референдумов, на президентских выборах 11 октября 2015 года за Татьяну Короткевич проголосовали 271 426 избирателей, что составило 4,44 % от общего числа избирателей, принявших участие в выборах. Таким образом, Татьяна Короткевич заняла второе место после действующего президента Александра Лукашенко.

### После 2015 года
В 2020 году Татьяна Короткевич возглавила инициативную группу по выдвижению сопредседателя «Говори правду» Андрея Дмитриева в кандидаты на президентских выборах 2020 года. В 2024 году Короткевич получила 15 суток административного ареста по политической статье за «запрещённую» фотографию в её социальных сетях.

### Политические взгляды
Лозунгом избирательной кампании Татьяны Короткевич на пост президента Республики Беларусь (2015) стала фраза «За мирные перемены». Её командой была сформулирована программа мирных перемен в белорусском обществе, которые, по её мнению, давно назрели.
В политическом плане Татьяна Короткевич выступает:
- за возвращение в Конституцию Республики Беларусь принципа только двух сроков для занятия одним лицом поста президента Республики Беларусь[23];
- за выборность местных властей[23].

В случае избрания президентом Татьяна Короткевич декларировала следующие основные направления преобразований в экономике Белоруссии:
- не какие-то отдельные отрасли экономики должны стать точками роста, а вся экономика Белоруссии должна быть точкой роста, для чего нужно создавать благоприятную среду (условия) для любой деловой инициативы и сделать все, чтобы укрепить национальный бизнес; решать проблему неэффективных предприятий в стране;
- прекратить рост цен, которые в стране предельно высокие из-за того, что в цены на белорусскую продукцию заложены многочисленные бессмысленные государственные финансовые программы, финансовая поддержка «мертвых предприятий», выпуск никому не нужной продукции, неэффективное управление;
- дополнить контрактную систему трудового найма реальными независимыми профсоюзами, которые защищают права работника;
- поддержка новых возможностей и частных инициатив, создание новых рабочих мест и выдача льготных кредитов для развития своего бизнеса;
- поддержать и развивать частную собственность, особенно малый и средний бизнес;
- увеличить пособие по безработице (выплата пособия в размере 75 % последнего заработка в течение шести месяцев безработицы);
- создание благоприятного инвестиционного климата; упорядочить законодательство по отношению к бизнесу;
- развитие частного сектора в тех сферах, которые в Белоруссии ещё недостаточно развиты и где есть потенциал развития: сфера услуг, торговля, высокие технологии, ВПК, химическая промышленность, логистические и банковские услуги;
- развивать регионы страны: вкладывать деньги в развитие региональной инфраструктуры, поддерживать строительство жилья для молодых специалистов и молодых семей, создавать условия для развития фермерских хозяйств и сельскохозяйственного бизнеса;
- постепенный переход к накопительной системе пенсий, однако на переходный период создать специальный фонд, который позволит получать пенсию тем гражданам, которые зарабатывали свои пенсии при старой пенсионной системе; развивать финансовый рынок и банковский сектор для обеспечения новой пенсионной реформы;
- принимать решение о приватизации предприятий всегда с учётом необходимости сохранения независимости и суверенитета страны;
- оставить в собственности государства стратегические предприятия, деятельность которых связана с использованием недр земли (в том числе и «Беларуськалий»), и военно-промышленный комплекс.

В социальной сфере — реформа образования и медицины и создание сильной социальной защиты. Ресурсом для этого она считает приватизацию неэффективных предприятий.
Является сторонником независимой внешней политики — без вступления как в Евросоюз, так и в союз с Россией, однако за добрые отношения со всеми соседями. Выступает против возвращения Белоруссии статуса ядерного государства. Считает необходимым сохранение в Белоруссии статуса двух государственных языков (белорусского и русского) с поддержкой белорусского языка; национальными символами Белоруссии считает бело-красно-белый флаг и герб «Погоня». Татьяна Короткевич говорит, что граждане Белоруссии должны уважать друг друга, уважать представителей всех национальностей внутри страны, а также уважать своё прошлое и уверенно смотреть в будущее.

### Мнения и оценки
Председатель Центральной избирательной комиссии Республики Беларусь Лидия Ермошина в мае 2015 года позитивно оценила участие в предстоящей президентской кампании женщин, включая персонально Татьяну Короткевич.
Политолог Павел Усов считает, что Татьяна Короткевич не готова к серьёзной борьбе за пост президента, поскольку, по его мнению, власть готова использовать любые методы давления на опасных ей кандидатов, а у Короткевич есть очевидная уязвимость — ребёнок, который может стать «заложником в руках властей». Политолог Юрий Чаусов и экономист Сергей Чалый в сентябре 2015 года оценили избирательную стратегию Короткевич как нацеленную на максимальный сбор голосов с максимальным расчётом на 15-20 процентов. Обозреватель белорусской службы Радио Свобода Юрий Дракохруст отмечает, что Короткевич ориентируется не на классическую оппозицию действующему президенту, а на так называемое «болото» — избирателей без внятных политических взглядов и тех, кто просто голосует как большинство.
Сама Татьяна Короткевич характеризует свои взгляды и свою команду так: «В проекции политического спектра мы, скорее, центристы».